# Lorenzo Caprile
Lorenzo Caprile Trucchi (Madrid, 2 de agosto de 1967) es un modista y diseñador de ropa español. En 1993 presentó en Madrid la primera colección de su firma.

## Biografía
Caprile nació en 1967 en Madrid. Séptimo hijo de una familia de empresarios, su abuelo, de procedencia italiana, fundó la Fábrica Española de Magnetos (Femsa), vendida en 1978 a Bosch. Debido a las leyes de la época, el padre de Lorenzo Caprile también tenía nacionalidad italiana, nacionalidad que Lorenzo Caprile y sus hermanos decidieron mantener a pesar de que las leyes actuales les permiten adoptar la española (renunciando a la nacionalidad italiana de su abuelo).
Cursó estudios en el Fashion Institute of Technology de Nueva York y en el Politécnico Internacional de la Moda de Florencia (Italia), ciudad en la que además consiguió un grado en Lengua y Literatura Española por la Universidad de Florencia.
En 2024, el Ministerio de Cultura de España adquirió la colección de moda y el archivo personal del artista, con el objeto de conservarlo en el Museo del Traje.
Se confiesa católico practicante.

## Trayectoria
Desde 1986 trabaja para distintas firmas de moda italianas (Ratti, Pino Lancetti, Gruppo Finanziario Tessile de Turín) y españolas (Cadena, Lienzo de los Gazules). En 1993 inaugura su propio taller en Madrid, especializándose en moda nupcial y de ceremonia. De estilo clásico, es admirador de Manuel Pertegaz.
Los reyes Juan Carlos I y Sofía confiaron en Caprile para realizar el traje de novia de su hija la infanta Cristina. La boda de la hermana de Felipe VI con el exjugador de balonmano Iñaki Urdangarin se celebró el 4 de octubre de 1997 en la Catedral de Barcelona.
El 14 de mayo de 2004 se hizo famoso el vestido rojo que lució la princesa Letizia en la boda de María y Federico de Dinamarca.

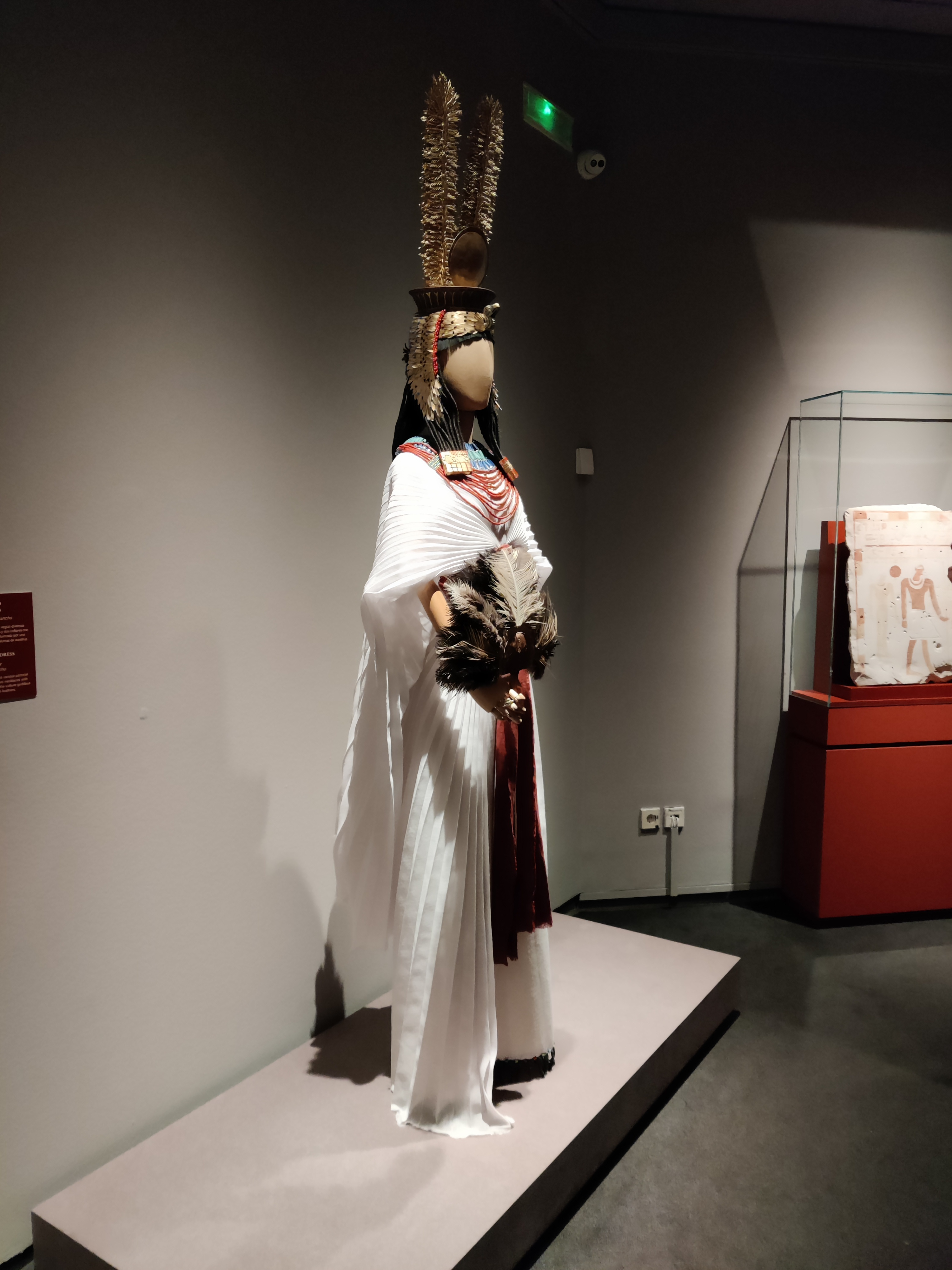
Traje diseñado para la exposición "Hijas del Nilo"

Desde 2012, Caprile es también figurinista de la Compañía Nacional de Teatro Clásico de España.
En 2017, la revista LOC (La Otra Crónica) del diario El Mundo lo incluyó entre los 50 homosexuales más influyentes en España.

### En televisión
Desde 2018, es junto con María Escoté y Alejandro Gómez Palomo uno de los tres jueces de «Maestros de la costura», un talent show de TVE presentado por Raquel Sánchez Silva.
A finales de 2022 estrenó en Telemadrid su propio programa llamado Coser y contar.

## Premios
- Premio Ciudad de Alcalá de las Artes y las Letras (2014)
- Medalla de Oro al Mérito en las Bellas Artes (2016)